# My Cat Is an Alien
I My Cat Is An Alien ("il mio gatto è un alieno" in inglese), anche conosciuti con la sigla MCIAA, sono un duo italiano di musicisti experimental e artisti visivi composto dai fratelli Maurizio e Roberto Opalio, formatosi a Torino nel 1997. La loro musica di matrice experimental e avanguardistica è diretta verso una particolare forma di free improvisation che i MCIAA chiamano composizione istantanea.

## Storia del gruppo
Il primo concerto come supporto ai Sonic Youth dei MCIAA risale al 1998. Thurston Moore dei Sonic Youth oltre ad essere un loro estimatore, ha collaborato alla realizzazione e alla pubblicazione di alcuni loro lavori con la sua etichetta, la Ecstatic Peace!.
Thurston Moore e Byron Coley scrissero sull'Arthur Magazine "Italy's MY CAT IS AN ALIEN is the finest two-brother band from Italy since the end of the Great War.".
Il lavoro di MCIAA spazia in numerose discipline artistiche: performance musicali, film e video, installazioni audiovisuali, poesia, pittura, disegno, fotografia.
Nel settembre 2011 il The Wire dedica loro la copertina della rivista.
I My Cat Is An Alien sono uno dei gruppi più prolifici della scena della musica sperimentale internazionale con all'attivo più di 100 dischi nei 15 anni di attività.

## Formazione
- Maurizio Opalio
- Roberto Opalio

## Discografia

### Album
- s/t CD-r (Opax Records, 1998)
- Landscapes of an Electric City CD-r (Opax Records/ ZZZ Prod.,1999)
- The Alien cd-r Attack Series! Vol. I - Alien Holland Invasion - CD-r (Opax Records, 2000)
- The Alien cd-r Attack Series! Vol. II - Infinite lights above us - CD-r (Opax Records, 2001)
- The Alien cd-r Attack Series! Vol. III - “...Ascends The Sky" - CD-r (Opax Records, 2001)
- Landscapes Of An Electric City/ Hypnotic Spaces 3-sided LP (Ecstatic Peace!, 2002)
- Out Of The Blue___Into The White 3 CD-r set (Opax Records, 2003)
- Il Segno LP / CD (Starlight Furniture Co., 2003/ 2007)
- The Rest Is Silence 2 LP (Eclipse Records, 2004)
- The First Flame Of Tomorrow CD-r (Opax Records, 2004)
- Floating In The Void CD-r (Opax Records, 2004)
- Through The Reflex Of The Rain CD (Free Porcupine Society, 2005)
- When The Windmill's Whirl Dies LP (Eclipse Records, 2005)
- Different Shades Of Blue CD-r / LP (U-Sound Archive, 2005 / A Silent Place, 2006)
- Black Shadows From Jupiter LP (Opax Records, 2005)
- Alien Minds C60 cassette (Sloow Tapes, 2005)
- Plutonian Flames 2 CD-r (Opax Records, 2005)
- The Cosmological Eye Trilogy 3 CD (Last Visible Dog, 2005)
- Astral Key CD-r (Esquilo, 2005)
- Folclore Alieno CD-r (Opax Records, 2006)
- There's A Flame___Sometimes LP (Rococo Records, 2006 / Opax Records, 2008)
- Listen Before Black Falls LP (Root Strata, 2006)
- Cosmic Light Of The Third Millennium CD (Important Records, 2006)
- The Secret Of The Dancing Snow CD (Ikuisuus, 2006)
- ...Ascends The Sky CD (Rebis/Whitened Sepulchre, 2006)
- Greetings From The Great Void 2 LP (Eclipse Records, 2006)
- Il Suono Venuto dallo Spazio CD (Les Disques VICTO, 2006)
- On Air At Sound Projecting CD-r / LP (Opax Records, 2005 / 2006)
- Leave Me In The Black No-Thing CD (Important Records, 2007)
- Into The White Vortex 1-sided ART-LP (Opax Records, 2007)
- Speak, alien, SPEAK! 3 C20 cassette set (Opax Records, 2007)
- Sotto Le Stelle etched ART-LP (Lost Treasures of the Underworld, 2008)
- Alien Blood LP (Opax Records, 2008)
- For the tears of the Land_Prayers from the outer space (split with Praxinoscope) 2 LP / 2 CD (Important Records, 2009 / Elliptical Noise, 2009)
- Through The Magnifying Glass Of Tomorrow (with Enore Zaffiri) CD+DVD (Atavistic, 2009)
- Mort aux Vaches CD (Staalplaat, Mort Aux Vaches series, 2009)
- Live @ Sensational Fix (with Michael Morley, Ramona Ponzini, Lee Ranaldo) LP (Starlight Furniture Co., 2009)
- Black Shadows from Jupiter, Vol. I & II 2 CD (Elliptical Noise, 2010)
- Photoelectric Season 2 CD (Elliptical Noise, 2010)
- My Cat Is An Alien & Bjerga/Iversen LP (Ikuisuus / Gold Soundz, 2010)
- Fragments Suspended In Time LP + CD + DVD (Opax Records, 2010)
- All Is Lost In Translation (with Ramona Ponzini, Lee Ranaldo) CD (Atavistic, 2010)
- Gramofonu = voice of the Universe (with BBNU) LP (Opax Records / Love Nest, 2011)
- What Space Is Made For 3 CD Box (Elliptical Noise, 2011)
- Alienology: Selected Works 1998-2008 10CD Box (Elliptical Noise, 2011)
- Living On The Invisible Line LP (Divorce, 2011)

### Collaborazioni
- Thurston Moore / My Cat Is An Alien - From the earth to the Spheres, vol.1 split ART-LP / CD (Opax Records, 2004 / Very Friendly/ CARGO, 2004)
- Thuja / My Cat Is An Alien - From the earth to the Spheres, vol.2 split ART-LP / CD (Opax Records, 2004 / Very Friendly/ CARGO, 2004)
- Jackie-O Motherfucker / My Cat Is An Alien - From the earth to the Spheres, vol.3 split ART-LP / CD (Opax Records, 2004 / Very Friendly/ CARGO, 2005)
- Jim O'Rourke / My Cat Is An Alien - From the earth to the Spheres, vol.4 split ART-LP (Opax Records, 2005)
- Christina Carter & Andrew MacGregor / My Cat Is An Alien - From the earth to the Spheres, vol.5 split ART-LP / CD (Opax Records, 2005 / Very Friendly/ CARGO, 2005)
- Glands Of External Secretion with Nels Cline / My Cat Is An Alien - From the earth to the Spheres, vol.6 split ART-LP / CD (Opax Records, 2005 / Very Friendly/ CARGO, 2006)
- Christian Marclay & Okkyung Lee / My Cat Is An Alien - From the earth to the Spheres, vol.6 split ART-LP / CD (Opax Records, 2006 / A Silent Place, 2006)
- Tony Herrington / My Cat Is An Alien - Joint Multiples 04 Box/CD-R/Painting/Polaroid/Painted Photograph (no label, 2006)
- My Cat Is An Alien / Fabio Orsi - For Alan Lomax split CD (A Silent Place, 2006)
- Text Of Light / My Cat Is An Alien - Cosmic Debris, Vol.I split ART-LP / CD (Opax Records, 2006 / A Silent Place, 2007)
- Steve Roden / My Cat Is An Alien - Cosmic Debris, Vol.II split ART-LP / CD (Opax Records, 2007 / A Silent Place, 2007)
- Keiji Haino / My Cat Is An Alien - Cosmic Debris, Vol.III split ART-LP / CD (Opax Records, 2007 / A Silent Place, 2007)
- Mats Gustafsson / My Cat Is An Alien - Cosmic Debris, Vol.IV split ART-LP / CD (Opax Records, 2008 / A Silent Place, 2009)
- Loren Connors & Haunted House / My Cat Is An Alien - Cosmic Debris, Vol.V split ART-LP (Opax Records, 2008)
- Family Underground / My Cat Is An Alien split LP (Reverse, 2007)
- Praxinoscope / My Cat Is An Alien - For the tears of the Land_Prayers from the outer space split 2 LP / 2 CD (Important Records, 2009 / Elliptical Noise, 2009)
- Pestrepeller / My Cat Is An Alien split Picture Disc LP (A Silent Place, 2009)
- My Cat Is An Alien & Enore Zaffiri - Through The Magnifying Glass Of Tomorrow CD+DVD (Atavistic, 2009)
- Michael Morley, My Cat Is An Alien, Ramona Ponzini, Lee Ranaldo - Live @ Sensational Fix LP (Starlight Furniture Co., 2009)
- My Cat Is An Alien & Bjerga/Iversen LP (Ikuisuus / Gold Soundz, 2010)
- My Cat Is An Alien, Ramona Ponzini, Lee Ranaldo - All Is Lost In Translation CD (Atavistic, 2010)
- BBNU & MCIAA - Gramofonu = voice of the Universe LP (Opax Records / Love Nest, 2011)

### Singoli ed EP
- Hypnotic Spaces ep CD-r (Opax Records, 1998)
- Alien Dissolving ep CD-r (Opax Records/ ZZZ Prod., 1999)
- Everything Is Here lathe-cut 7inch (Gold Soundz, 2005)
- Introducing The Cosmic Blues 7inch (Important Records, 2006)
- My Cat Is An Alien / Corsican Paintbrush split 10inch lathe cut (Opax Records/ Foxglove, 2006)
- Different Shades of Tape Box C60 cassette + 7inch + T-shirt (A Silent Place, 2007)
- My Cat Is An Alien / Valerio Cosi - Stories From The Vacuum split 7inch (Black Horizon, 2008)
- 8inch Triangular Lathe Cut Record (Pseudoarcana, 2008)
- My Cat Is An Alien / Moonmilk - Paseridae I split 7inch (Sound&Fury, 2009)

### Raccolte
- Alien cats' attack! in Tracce CD (Wallace Rec, 1999)
- World War (The Cure) in La Cattedrale vs the 80's CD (White&Black, 1999)
- I sold an alien to the F.B.I. in Related ProZZZect CD + CD-r (ZZZ Prod.,1999)
- Hear the voice of the Cosmos in The Tone of the Universe (= The Tone of the Earth)' 2 CD (Pseudoarcana, 2005)
- Alien substratum 1.0/1.2 in Time and Relative Dimensions in Space: Long Form Works CD (Rebis, 2005)
- Elegy for all the extinct alien species in The Invisible Pyramid: Elegy Box 6CD (Last Visible Dog, 2005)
- Astral Enlightenment in Dream Magazine #6 CD + Magazine (Dream Magazine, 2006)
- Aliens in the Crowd in Random Sounds Vol.2 CD-r (Indie Workshop, 2006)
- Alien Beings in Música Salvaje Desde el Infinito Cosmos CD-r (Buh Records, 2010)
- The Antigravitational Sense Of Nothingness in Wire Tapper 25 CD + Magazine (The Wire Magazine, 2011)

### Roberto Opalio
- Chants From Isolated Ghosts CD-r / lathe-cut ART-LP (Opax Records, 2005)
- Voice With No Guitar/ Guitar With No Voice C20 cassette (Opax Tapes, 2005)
- The Last Night of the Angel of Glass DVD-r + CD-r set (Foxglove, 2006)
- Transparent moods in Orange Gold C20 Cassette Comp (Gold Soundz, 2006)
- Whispers of the Last Light DVD-r (Opax Records, 2006)
- The last night of the Angel of Glass, Vol.I & II 2 CD / 2 lathe cut ART-LP + DVD  (A Silent Place, 2007 / Opax Records, 2009)
- Chants from isolated ghosts CD (Important Records, 2007)
- Whispers of the last Light, part I & II lathe cut ART-LP + DVD (Opax Records, 2007)
- In the Middle of the Air (split with Maurizio Opalio) LP (Important Records, 2009)
- My Alien Notes (Escaping the Void?) art book + CD (Opax Press, 2009)
- Blue Ether (with Michael Morley, Ramona Ponzini, Lee Ranaldo) in 'Live @ Sensational Fix' LP (Starlight Furniture Co., 2009)
- Liquid Spring (with Maurizio Opalio) CD (Elliptical Noise, 2009)
- The Hexagram in Grace CD (Elliptical Noise, 2010)
- Il Lungo Inverno lathe cut ART LP (Opax Editions, 2011)

### Maurizio Opalio
- Way up to Enfer CD-r / lathe cut ART-LP + book (Opax Records, 2006 / 2007)
- Glacier Sommeiller (split with Roberto Opalio) LP (Important Records, 2009)
- Passo Galambra (with Michael Morley, Ramona Ponzini, Lee Ranaldo) in 'Live @ Sensational Fix' LP (Starlight Furniture Co., 2009)
- Liquid Spring (with Roberto Opalio) CD (Elliptical Noise, 2009)
- Il Lungo Inverno lathe cut ART LP (Opax Editions, 2011)

### PAINTING PETALS ON PLANET GHOST (Ramona Ponzini, Maurizio Opalio, Roberto Opalio)
- Haru LP / CD (Time-Lag Records, 2005 / 2007)
- Oceano on Red Gold C20 Cassette Comp (Gold Soundz, 2006)
- Oounabara 1-sided lathe cut ART-LP + DVD (Opax Records, 2006)
- Oounabara C20 cassette (Opax Records, 2006)
- Fallen Camellias 1-sided 5x10inch lathe cut ART Box (Opax Records, 2008)
- Fallen Camellias CD (A Silent Place, 2008)
- I lose consciousness (split with Mykel Boyd) 7inch (Somnimage, 2008)
- Haru no kuni in Dream Magazine #9 CD Comp + Magazine (Dream Magazine, 2009)
- Haru No Omoi CD (PSF Japan, 2009)

### PRAXINOSCOPE (Roberto Opalio & Ramona Ponzini)
- s/t CD-r / Picture Disc LP (Opax Records, 2005 / A Silent Place, 2006)
- Epocsonixarp LP / CD-r (Opax Records, 2006)
- Untitled #6 1-sided C20 cassette (Opax Tapes, 2008)
- For the tears of the Land_Prayers from the outer space (split with My Cat Is An Alien) 2 LP / 2 CD (Important Records, 2009 / Elliptical Noise, 2009)

### BLACK MAGIC DISCO (Maurizio & Roberto Opalio, Ramona Ponzini, Tom Greenwood)
- s/t CD / 2 LP (Important Records, 2007 / A Silent Place, 2007)

### MUSIC FOR PHANTOMS (Maurizio & Roberto Opalio)
- I - CD-r + DVD (Opax Records, 2007)
- I - lathe cut ART-LP (Opax Editions, 2010)
- II - lathe cut ART-LP (Opax Editions, 2010)

### ONE LONELY ALIEN CAT (Roberto Opalio)
- In The Blue Alien Dim Light ART CD-r (Opax Records, 1999)

### ORANGE CAR CRASH (My Cat Is An Alien, Amour en Stéréophonie, Viggiu Vortex)
- Lights in the Space Room LP (Opax Records, 2002)